# Tumby Bay
Tumby Bay is een plaats in de Australische deelstaat Zuid-Australië en telt 1228 inwoners (2006).